# Acoblament magnètic

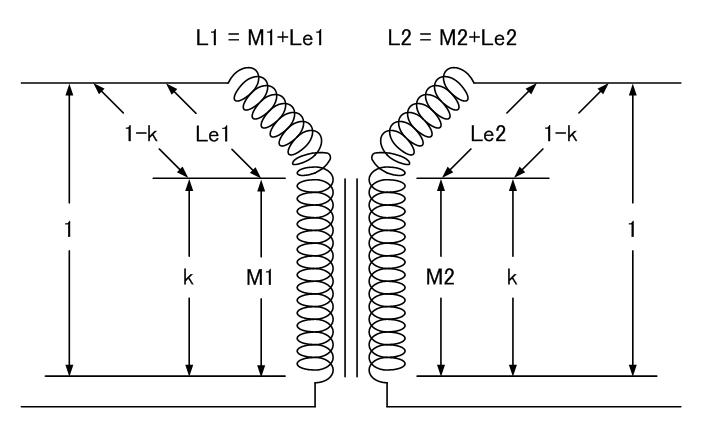
k és el coeficient d'acoblament, Le1 i Le2 és la inductància de fuga, M1 (M2) és la inductància mútua.

El acoblament magnètic és el fenomen físic pel qual es relacionen les direccions i sentits de dos moments magnètics.
L'acoblament ferromagnètic és aquell en el qual la disposició paral·lela dels moments magnètics està afavorida energèticament (és més estable). Això passa en paramagnets de gran moment magnètic o en ferromagnets.
En contraposició, l'acoblament antiferromagnètic és aquell en el qual la disposició antiparalela és la més estable. Això succeïx en antiferromagnets, en ferrimagnets, o en paramagnets amb un moment magnètic comparativament petit.
Generalment, l'acoblament magnètic es parametritza pel bescanvi magnètic J.
L'acoblament entre dos cables es pot augmentar enrotllant-los en bobines i col·locant-los junts en un eix comú, de manera que el camp magnètic d'una bobina passa per l'altra bobina. L'acoblament també es pot augmentar mitjançant un nucli magnètic d'un material ferromagnètic com el ferro o la ferrita a les bobines, la qual cosa augmenta el flux magnètic. Les dues bobines poden estar físicament contingudes en una sola unitat, com en els bobinats primari i secundari d'un transformador, o poden estar separades. L'acoblament pot ser intencionat o no. L'acoblament inductiu no intencionat pot provocar que els senyals d'un circuit s'indueixin a un circuit proper, això s'anomena diafonia i és una forma d'interferència electromagnètica.